# 대한민국 상법 제170조
대한민국 상법 제170조는 회사의 종류에 대한 상법 회사법의 조문이다.

## 조문
제170조 (회사의 종류) 회사는 합명회사, 합자회사, 유한책임회사, 주식회사와 유한회사의 5종으로 한다.

第170條 (會社의 種類) 會社는 合名會社, 合資會社, 有限責任會社, 株式會社와 有限會社의 5種으로 한다.

## 같이 보기
- 합명회사
- 합자회사
- 주식회사
- 유한회사
- 유한책임회사